# Dălgo Pole, Plovdiv
Dălgo Pole (în bulgară Дълго Поле) este un sat în comuna Kaloianovo, regiunea Plovdiv,  Bulgaria. 

## Demografie
Componența etnică a satului Dălgo Pole
     Turci (7,82%)
     Bulgari (90,12%)
     Nicio identificare (1,33%)
     Altele (1%)
La recensământul din 2011, populația satului Dălgo Pole era de 2.097 locuitori. Din punct de vedere etnic, majoritatea locuitorilor (90,12%) erau bulgari, cu o minoritate de turci (7,82%). Pentru 1,33% din locuitori nu este cunoscută apartenența etnică.